# 何
何（か）は、漢姓のひとつ。『百家姓』の21番目。

## 中国の姓
2020年の中華人民共和国の第7回全国人口調査（国勢調査）に基づく姓氏統計によると中国で17番目に多い姓であり、1495.10万人がいる。台湾の2018年の統計では第27位で、200,421人がいる。

### 由来
『広韻』をはじめとして、姓に関する書には、もとは韓氏だったのが、長江・淮河流域では「韓」を「何」のように発音するので、何の字を用いるようになった、という話を述べている。
歴史的に何氏にはさまざまな由来がある。『魏書』官氏志には賀抜氏が後に何氏に改めたとする。『新五代史』には吐谷渾の何戛剌の朝貢を記す。何東の父はオランダ系である。

### 著名な人物
- 何武 - 前漢の政治家。
- 何休 - 後漢の学者、『春秋公羊伝』の注で知られる。
- 何進 - 後漢の武将・大将軍。
- 霊思何皇后 - 後漢の霊帝の皇后。何進の妹。
- 何苗 - 何進の義弟。
- 何顒 - 後漢の政治家。
- 何儀 - 後漢の人物。黄巾党の指導者の一人。
- 何晏 - 三国時代の魏の学者。玄学の創始者。何進もしくは何苗の孫。
- 何姫 - 孫和の妻、孫皓の母。昭献皇后。
- 何宗 - 三国時代の蜀の政治家。
- 何承天 - 南北朝時代の数学者。
- 何遜 - 南北朝時代の詩人。何承天の曾孫。
- 何東 - 香港の実業家。
- 何厚鏵 - マカオ特別行政区初代長官。
- 何応欽 - 中華民国、台湾の軍人。
- ホー・チン（何晶）- シンガポールの実業家。リー・シェンロンの妻。
- スタンレー・ホー（何鴻燊）- 香港・マカオの実業家。
- 何維健 - シンガポール出身の歌手。
- 何可欣 - 女子体操選手。
- 何衝 - 飛込競技選手。
- 何潔 - 歌手。
- 何琢言 - 女優。
- 何振良 - 中華人民共和国の外交官。在福岡総領事、在大阪総領事。
- デヴィッド・ホー（中国語版）（何大一）- 台湾出身のアメリカ合衆国のエイズ研究者。
- ジョシー・ホー（何超儀）- 香港の歌手、女優。
- デニス・ホー（何韻詩）- 香港の歌手、女優。
- ピーター・ホー（何潤東）- アメリカ合衆国出身の台湾の俳優、歌手。
- 何享健（中国語版、英語版） - 実業家、家電メーカーの美的グループの創業者
- 何志文 - スペインに帰化した男子卓球選手。
- ミチヨ・ホー（中国語版）（何念茲） - マレーシア出身のタレント。
- 何卓佳 - 女子卓球選手。

### 日本人
- 何礼之 - 幕末から明治にかけての翻訳家、官僚、貴族院勅選議員。唐通事の家系出身。
- 小山ちれ - 中国出身の日本の卓球選手。中国名は何智麗。

### 架空の人物
- 何仙姑 - 有名な女仙。
- 何鉄手 - 金庸の小説の登場人物。

## 朝鮮の姓
何（ハ、朝: 하）は、朝鮮人の姓の一つである。2015年の韓国の調査によると、105人がいる。

### 氏族
| 氏族（地域） | 創始者 | 人数（2015年） |
| ------------ | ------ | -------------- |
| 晋陽何氏     |        | 5              |
| 晋州何氏     |        | 38             |